# Karlsruher SC
Pour les articles homonymes, voir KSC.
Maillots
Actualités
Le Karlsruher Sport-Club Mühlburg-Phönix e. V., couramment abrégé en Karlsruher SC ou KSC est un club  de football allemand fondé en 1952 à Karlsruhe et issu de la fusion de différents clubs dont les origines remontent à 1894, année de fondation du FC Phönix. Ce dernier s'impose comme club majeur du début du football dans la région et termine champion d'Allemagne en 1909.
Lors de la saison 2022-2023, le club évolue en 2. Bundesliga. Le club a également une section d'athlétisme et de boxe, avec 11 000 membres, il est un des plus grands clubs sportifs d'Allemagne.

## Histoire

### Le FC Phönix
Le Karlsruher FC Phönix est fondé le 6 juin 1894, le club fait partie en 1900 des 86 membres fondateurs de la Fédération allemande de football. En 1909, le club remporte le premier titre de champion d'Allemagne en battant en finale le BFC Viktoria 1889. L'année suivante, le club échoue en demi-finale contre l'autre club de la ville, le Karlsruher FV, qui remportera le titre, puis les titres suivants en 1911 et 1912. Le Phönix ne participera plus aux phases finales du championnat. En 1912, après la  fusion avec le FC Alemannia Karlsruhe le club se nomme  Karlsruher FC 1894 Phönix-Alemannia.
Après la Première Guerre mondiale, la ville loue un terrain au nord du centre-ville, (futur emplacement du Wildparkstadion), où s'installe le Phönix. Sportivement, le Phönix sera devancé par le Karlsruher FV.
Après la Seconde Guerre mondiale, la chute continue, le club se retrouve au niveau amateur.

### Le VfB Mühlburg
Le VfB Mühlburg est issu d'une fusion en 1933, du FC Mühlburg 1905 et du VfB Karlsruhe. À l'inverse du Phönix, le VfB Mühlburg se maintient de 1933 à 1944 en Gauliga Baden, le premier niveau du football allemand. Après la Seconde Guerre mondiale, le club est placé en deuxième division, mais en 1947 est promu en Oberliga Sud, le nouveau premier niveau allemand.

### La fondation du Karlsruher SC
En 1952, le VfB Mühlburg et le KFC Phönix connaissant tous deux des problèmes financiers fusionnent pour former le Karlsruher SC von 1894 Mühlburg-Phönix e.V.. Le club prend la place du VfB Mühlburg en championnat et termine la saison sous le nom KSC Phönix-Mühlburg. À partir de la saison 1953-1954, le club joue sous le nom Karlsruher SC.

### Premiers succès nationaux
Pendant les années qui suivent la fusion, le KSC joue en haut du tableau de l'Oberliga Sud, en 1955 le club remporte sa première Coupe d'Allemagne. La saison suivante le KSC est champion de l'Oberliga Sud et se qualifie pour la phase finale du championnat, il perdra la finale contre le Borussia Dortmund, mais défendra sa Coupe d'Allemagne à domicile contre le Hambourg SV. À cette époque le KSC joue avec une moyenne de 20 000 spectateurs au Wildparkstadion.
En 1958 et 1960, le KSC est de nouveau champion de l'Oberliga Sud, mais échouera de peu dans la phase finale, il dispute également une finale de Coupe d'Allemagne en 1960, perdue 2 à 3 contre le Borussia Mönchengladbach.

### Création de la Bundesliga
En 1963, le Karlsruher SC fait partie des membres fondateurs de la Bundesliga. Le club ne fera jamais mieux qu'une 13e place, en 1967-1968 avec une 18e et dernière place le club est relégué en deuxième division.
Après sept saisons au deuxième niveau, le KSC revient en Bundesliga en 1975-1976 et parviendra à ce maintenir de justesse, malheureusement ce ne sera pas le cas la saison suivante. Jusqu'à l'arrivée de Winfried Schäfer en 1986, le club fera encore deux aller-retour entre la première et la deuxième division.

### L'âge d'or (1986-1998)
En 1986, le KSC est en deuxième division. Winfried Schäfer qui avait joué deux saisons au KSC, revient comme entraineur et réussit à faire remonter le KSC en Bundesliga. Il s'ensuit onze saisons dans l'élite avec en 1993 une 1re participation à une coupe d'Europe (C3, saison 1993/94).
Schäfer fera confiance à de nouveaux talents de la région, parmi eux Oliver Kahn qui débute en 1987, Mehmet Scholl en 1989 et Jens Nowotny en 1991.
Le KSC joue la Coupe UEFA 1996-1997, la Coupe UEFA 1997-1998 et une finale de Coupe d'Allemagne 1995-1996.
À partir de la saison 1997-1998, commence la chute du club.

### La chute
Après deux saisons en deuxième division, et des problèmes financiers, le KSC se retrouve en 2000-2001 pour la première fois en troisième division. Après une reconstruction totale de l'équipe, le club ne séjournera qu'une saison en troisième division. Malgré ce succès sportif le club connaît des problèmes financiers et se trouve au bord de la faillite. Avec l'aide de l'ancien maire de la ville, Gerhard Seiler, le club pourra se sauver de la disparition.

### Un lent retour au premier plan (depuis 2000)
Le retour en deuxième division est difficile, le KSC jouant le plus souvent dans la zone de relégation. Avec peu de moyens il arrive tout de même après la saison 2006-2007 à revenir en Bundesliga, mais n'y restera que deux saisons. En 2012-2013, le club descendra une deuxième fois en troisième division, mais seulement pour une saison, avant d'y retourner pour deux saisons entre 2017 et 2018. Depuis la remontée en deuxième division en 2019 et la construction d'un nouveau stade le Karlsruher SC veut s'établir durablement au minimum en 2.Bundesliga.
Le 16 août 2020, le Karlsruhe SC comptait 10 000 membres. Ainsi, pour la première fois de l’histoire, le club a obtenu un nombre de membres à cinq chiffres.

## Palmarès
- Championnat d'Allemagne (1) :
  - Champion : 1909
  - Vice-champion : 1956

- Gauliga Baden (1) :
  - Champion : 1935

- Oberliga Sud (3) :
  - Champion : 1956, 1958, 1960

- Championnat d'Allemagne D2 (2) :
  - Champion : 1984 et 2007
  - Vice-champion : 1987

- Championnat d'Allemagne D2 (Sud) (1) :
  - Champion : 1975
  - Vice-champion : 1980

- Championnat d'Allemagne D3 (1) :
  - Champion : 2013

- Regionalliga Sud (D2) (1) :
  - Champion : 1969
  - Vice-champion : 1970, 1971, 1973

- Regionalliga Sud (D3) (1) :
  - Champion : 2001

- Coupe d'Allemagne (2) :
  - Vainqueur : 1955 et 1956
  - Finaliste : 1960 et 1996

- Coupe Intertoto (1) :
  - Vainqueur : 1996

## Joueurs et personnalités du club

### Entraîneurs
- Hipp (1952-1953)
- Moser (1953)
- Patek (1953-1956)
- Janda (1956-1959)
- Frühwirth (1959-1962)
- Sommerlatt (1962-1965)
- Schneider (1965)
- Werner Roth (1965-1966)
- Frantz (1966-1967)
- Gawliczek (1967-1968)
- Widmayer (1968)
- Termath (1968)
- Baluses (1968-1971)
- Baas (1971-1973)
- Rühl (1973-1977)
- Hoss (1977)
- Schafstall (1977-1978)
- Baureis (1978)
- Krafft (1978-1981)
- Merkel (1981-1982)
- Franz (1982-1983)
- Strehlau (1983)
- Olk (1983)
- Buchmann (1985-1986)
- Schäfer (1986-1998)
- Berger (1998)
- Ulrich (1998-1999)
- Löw (1999-2000)
- Kuntz (2000-2002)
- Köstner (2002-2004)
- Fanz (2004-2005)
- Becker (2005-2009)
- Schupp (2009-2010)
- Rapolder (2009-2010)
- Scharinger (2011)
- Andersen (2011-2012)
- Kauczinski (2012-2016)
- Oral (2016)
- Kwasniok (intérim) (2016-2017)
- Slomka (2017)
- Meister (intérim) (2017)
- Schwartz (2017-février 2020)
- Eichner (février 2020--)

### Joueurs emblématiques
- Guido Buchwald
- Thorsten Fink
- Giovanni Federico
- Clemens Fritz
- Thomas Häßler
- Oliver Kahn
- Bruno Labbadia
- Jens Nowotny
- Wolfgang Rolff
- Mehmet Scholl
- Lars Stindl
- Michael Tarnat
- Sean Dundee
- Edmond Kapllani
- Slaven Bilić
- Gérard Hausser
- Marc Keller
- Pál Csernai
- Dumitru Nadu
- Teodor Rus
- Sergueï Kiriakov
- Ivan Saenko
- Adrian Knup
- Mario Eggimann

## Rivalités et amitiés
Ce club de football allemand entretient une amitié toute particulière avec le Racing Club de Strasbourg, de nombreux joueurs ayant porté les deux maillots (Marc Keller, David Régis, David Zitelli ou plus récemment Gaëtan Krebs ou Jean-François Kornetzky). Les principaux groupes Ultra des deux clubs ont lié une forte camaraderie (UB 90 et Phönix Sons). Il existe également une amitié avec le Hertha Berlin (Harlekins et Phönix Sons). Le rival le plus détesté est le club du VfB Stuttgart.